# Liste der meistverkauften Elektroautos

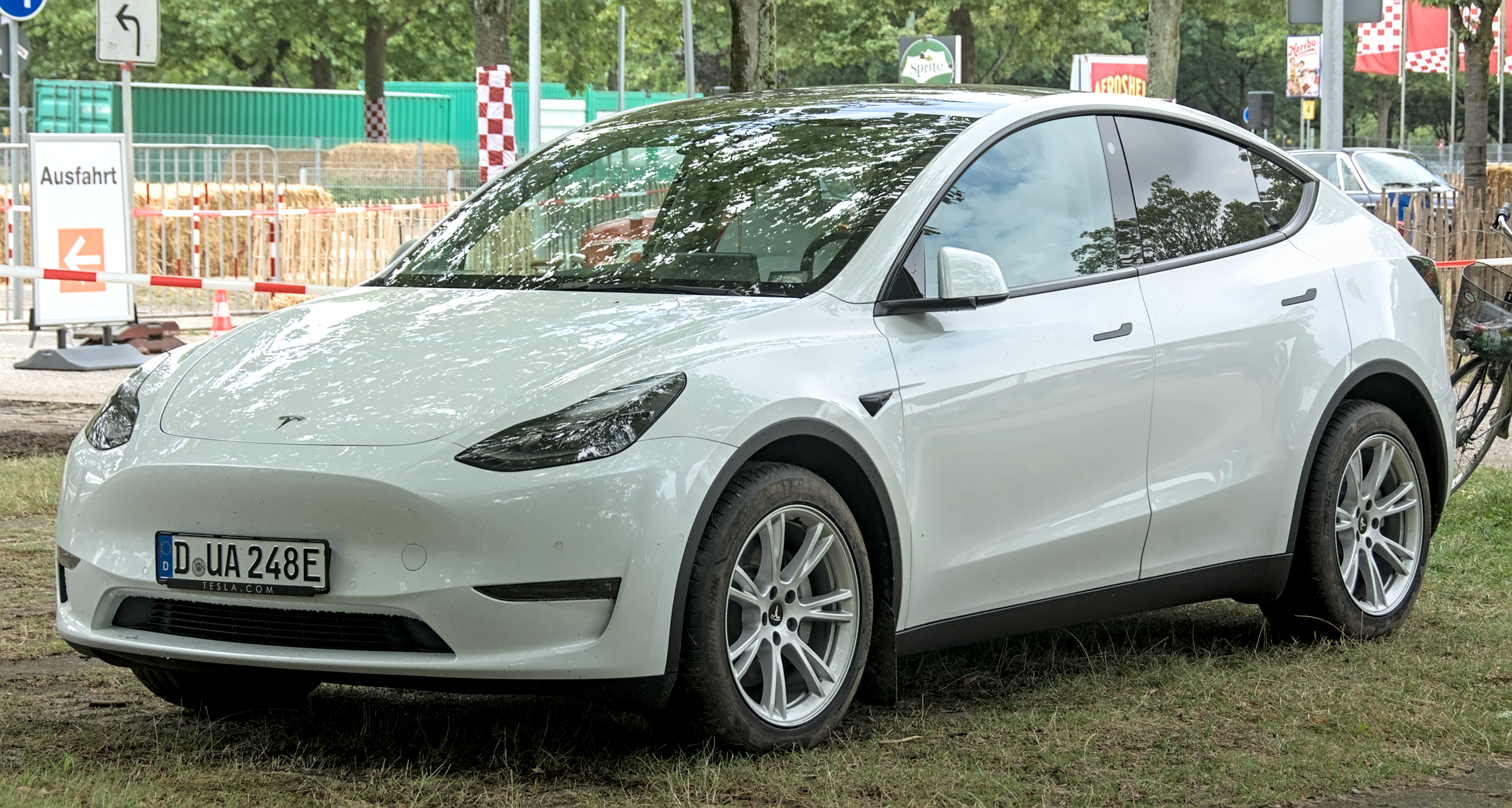
Seit 2022 ist das Tesla Model Y das meistverkaufte Elektroauto. Kumuliert ist es das meistverkaufte Modell.

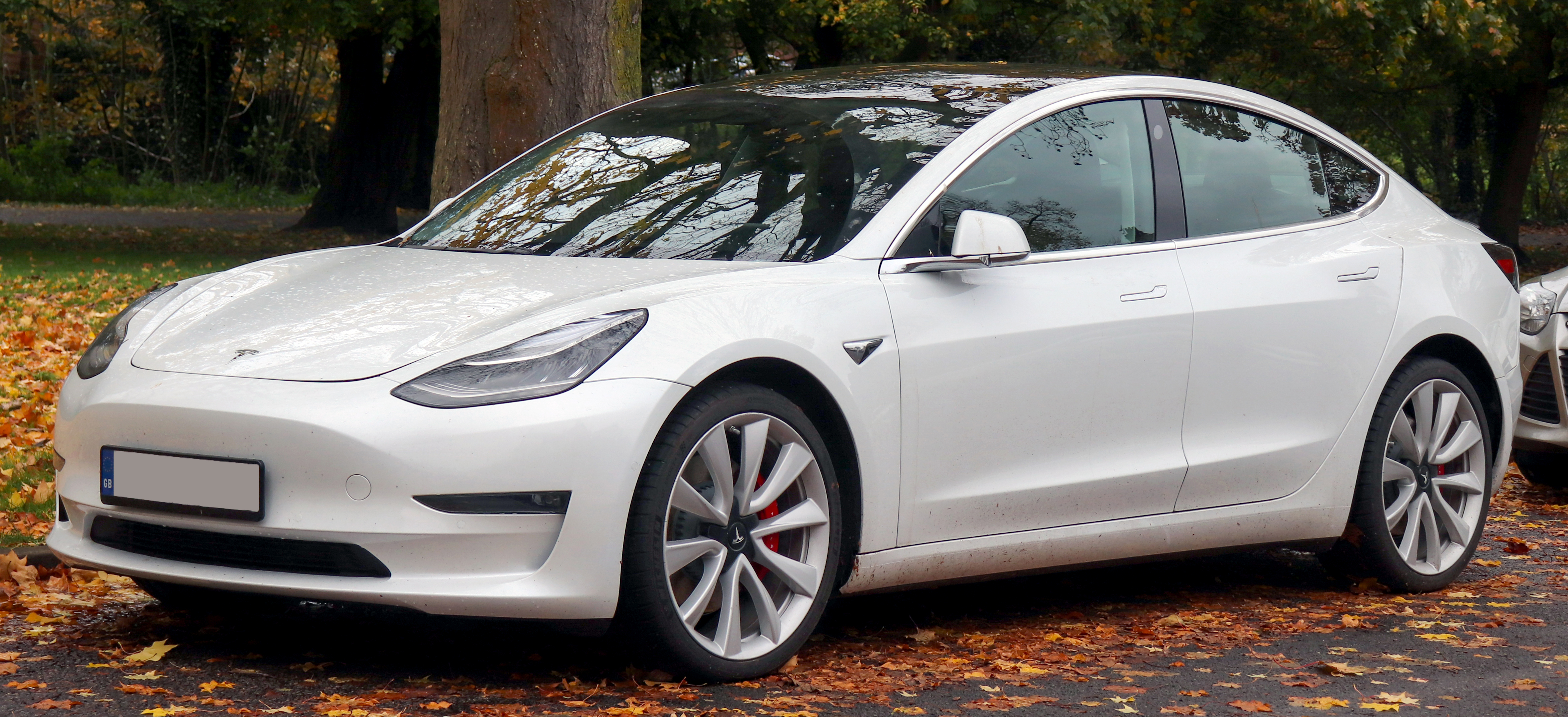
Von 2018 bis 2021 war das Tesla Model 3 das meistverkaufte Elektroauto.

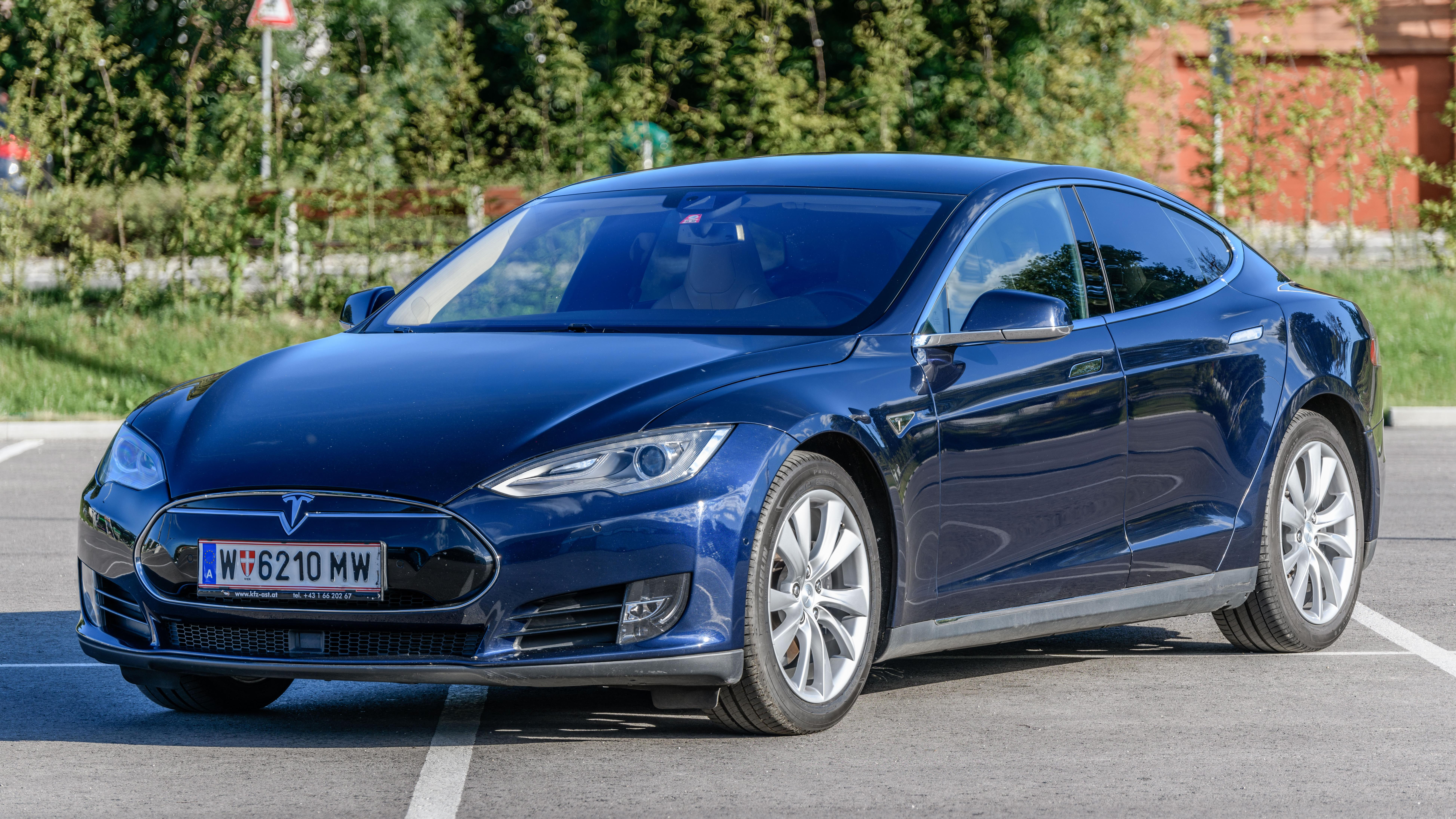
2015 und 2016 war das Tesla Model S das meistverkaufte Elektroauto.

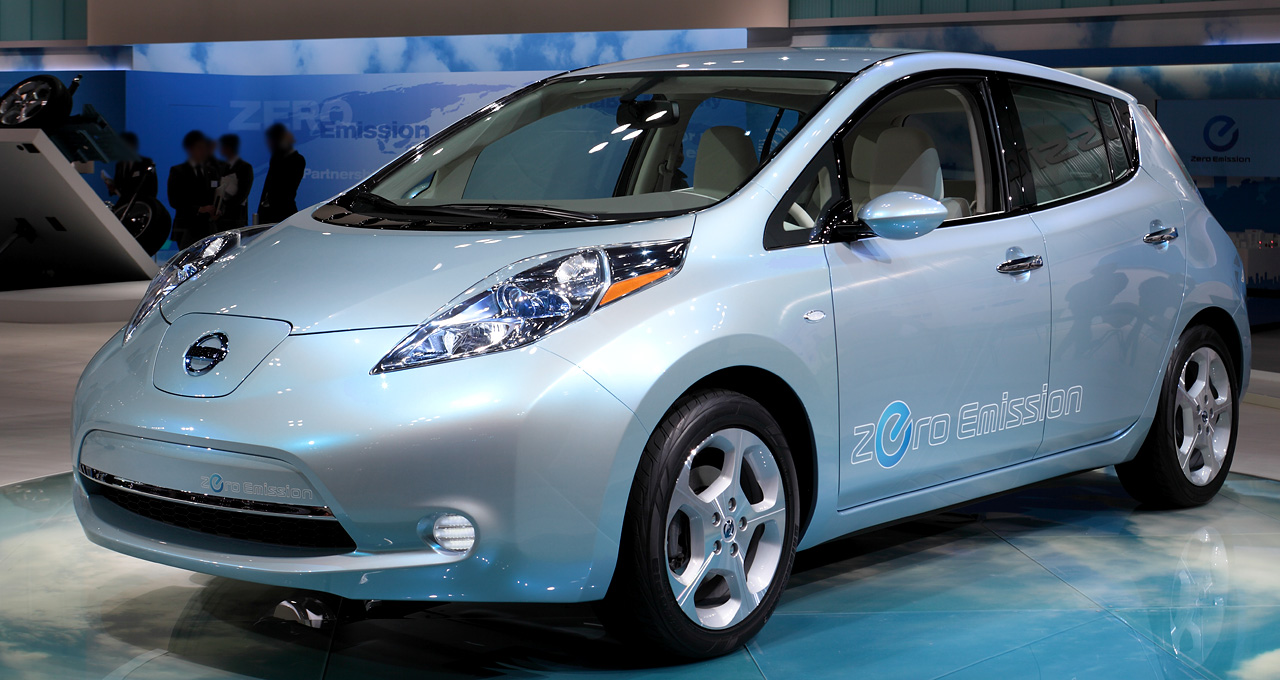
Von 2011 bis 2014 war der Nissan Leaf das meistverkaufte Elektroauto.

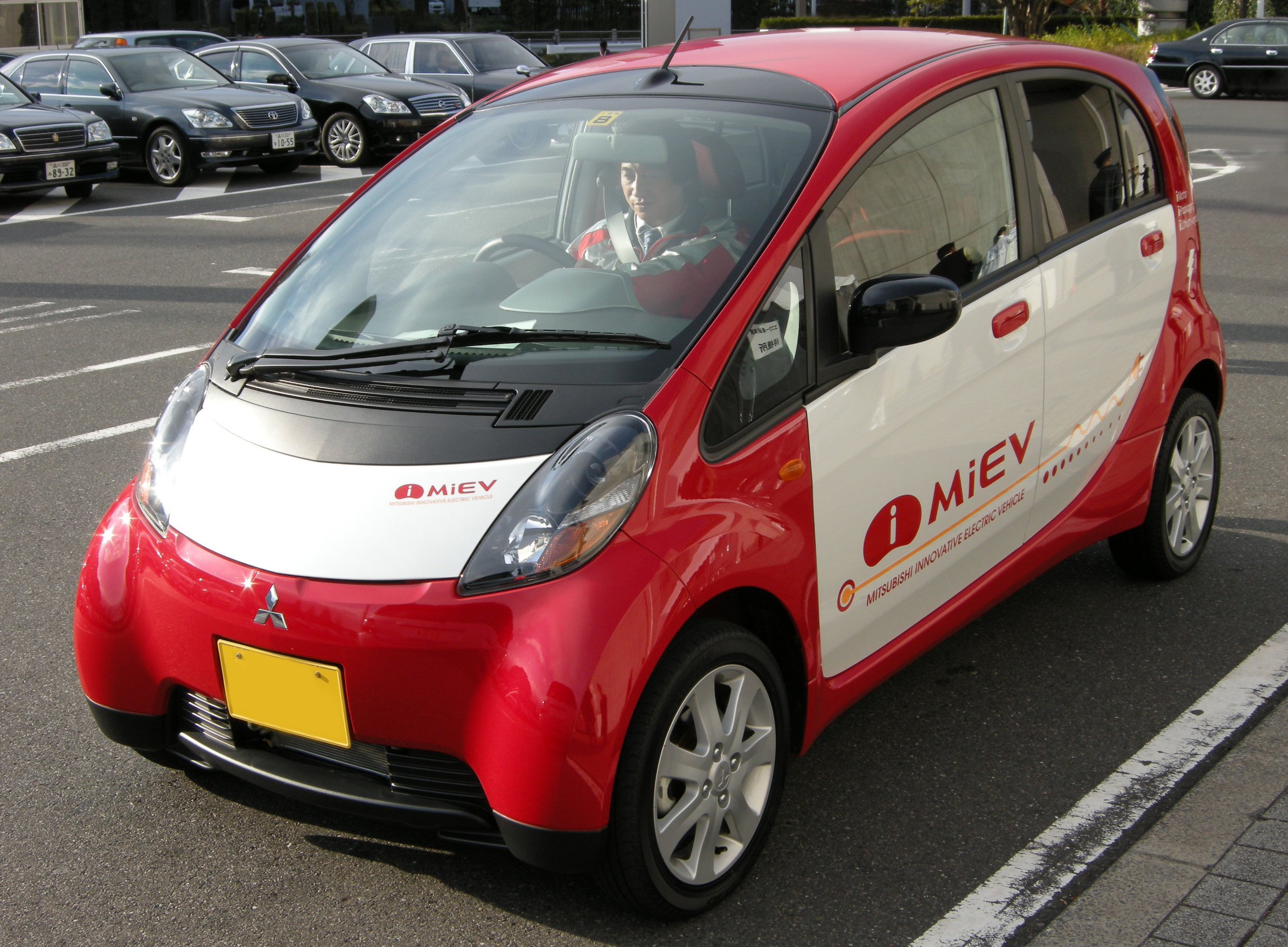
2009 und 2010 war der Mitsubishi i-MiEV das meistverkaufte Elektroauto.

Die Liste der meistverkauften Elektroautos enthält die Top 25 Elektroauto-Modelle nach der Anzahl der weltweiten Zulassungen (kumuliert) und das meistverkaufte Modell pro Jahr.

## Kumuliert Zahlen
Kumulierte Zulassungszahlen bis 31. Dezember 2024.
| Rang | Modell                     | Bauzeitraum | Zellchemie  | Energieinhalt | Anzahl    |
| ---- | -------------------------- | ----------- | ----------- | ------------- | --------- |
| 1    | Tesla Model Y              | seit 2020   | NCA/NMC/LFP | 52–82 kWh     | 3.644.000 |
| 2    | Tesla Model 3              | seit 2017   | NCA/NMC/LFP | 52–82 kWh     | 2.851.000 |
| 3    | Wuling Hongguang Mini EV   | seit 2020   | NMC/LFP     | 9,3–26,5 kWh  | 1.467.000 |
| 4    | BYD Atto 3 (Yuan Plus)     | seit 2022   | LFP         | 50–60 kWh     | 977.000   |
| 5    | BYD Dolphin                | seit 2021   | LFP         | 31–60 kWh     | 819.000   |
| 6    | BYD Dolphin Mini (Seagull) | seit 2023   | LFP         | 30–39 kWh     | 743.000   |
| 7    | VW ID.4                    | seit 2020   | NMC         | 55–82 kWh     | 663.000   |
| 8    | Nissan Leaf                | seit 2010   | NMC         | 24–62 kWh     | 659.000   |
| 9    | Aion S                     | seit 2019   | NMC/LFP     | 49–70 kWh     | 554.000   |
| 10   | Aion Y                     | seit 2021   | LFP         | 40–77 kWh     | 526.000   |
| 11   | VW ID.3                    | seit 2019   | NMC         | 55–82 kWh     | 498.000   |
| 12   | BYD Qin (Plus/Pro/L) EV    | seit 2016   |             | 48–72 kWh     | 476.000   |
| 13   | Renault Zoe                | 2012–2024   | NMC         | 22–52 kWh     | 402.000   |
| 14   | Wuling Binguo (Bingo)      | seit 2023   | LFP         | 17–38 kWh     | 388.000   |
| 15   | Tesla Model S              | seit 2012   | NCA         | 60–100 kWh    | 386.000   |
| 16   | Hyundai Ioniq 5            | seit 2021   | NMC         | 58–84 kWh     | 358.000   |
| 17   | Changan Lumin              | seit 2022   |             |               | 344.000   |
| 18   | BYD Han                    | seit 2020   | LFP         | 65–85 kWh     | 328.000   |
| 19   | Chevrolet Bolt             | 2016–2023   | NMC         | 60–65 kWh     | 265.000   |
| 20   | Škoda Enyaq                | seit 2020   | NMC         | 55–82 kWh     | 260.000   |
| 21   | Audi Q4 e-tron             | seit 2021   | NMC         | 55–82 kWh     | 242.900   |
| 22   | Ford Mustang Mach-E        | seit 2020   |             | 70–91 kWh     | 238.800   |
| 23   | Chery eQ                   | 2013–2022   |             |               | 237.900   |
| 24   | Zeekr 001                  | seit 2021   |             | 86–140 kWh    | 234.500   |
| 25   | BAIC EU-Series             | seit 2016   |             |               | 221.100   |
| 26   | Hyundai Kona Electric      | seit 2018   | NMC         | 39–64 kWh     | 219.900   |
| 27   | Audi Q8 e-tron             | seit 2018   | NMC         | 65–106 kWh    | 213.700   |
| 28   | Xiaomi SU7                 | seit 2024   | NMC         | 74–101 kWh    | 213.000   |
| 29   | Kia EV6                    | seit 2021   | NMC         | 58–77 kWh     | 206.300   |
| 30   | Fiat 500e                  | seit 2020   | NMC         | 21–37 kWh     | 202.700   |
| 31   | Geely Panda Mini EV        | seit 2022   | LFP         |               | 195.800   |

## Meistverkauftes Modell pro Jahr
Bis zur Jahrtausendwende war das CityEL das meistverkaufte Elektroauto. Vermutlich war auch 2007 und 2008 der Reva das meistverkaufte Elektroauto, genaue Zahlen liegen aber nicht vor. 2009 konkurrieren die 986 hergestellten Mitsubishi i-MiEV mit den etwa 900–1000 hergestellten Tesla Roadster (jahresgenaue Stückzahlen wurden von Tesla nicht veröffentlicht).
In den Jahren seit 2022 ist das Tesla Model Y das meistverkaufte Elektroauto. Im Jahr 2023 war mit dem Tesla Model Y erstmalig ein Elektroauto das weltweit meistverkaufte Auto überhaupt, wie auch 2024.
| Jahr | Modell            | Bauzeitraum | Zellchemie  | Energieinhalt | Anzahl    |
| ---- | ----------------- | ----------- | ----------- | ------------- | --------- |
| 2006 | REVA/G-Wiz        | 2001–2007   | Blei        | 9,6 kWh       | ~500      |
| 2009 | Mitsubishi i-MiEV | 2009–2020   | LMO         | 16 kWh        | 1.000     |
| 2010 | Mitsubishi i-MiEV | 2009–2020   | LMO         | 16 kWh        | 2.000     |
| 2011 | Nissan Leaf       | seit 2010   | NMC         | 24 kWh        | 23.000    |
| 2012 | Nissan Leaf       | seit 2010   | NMC         | 24 kWh        | 32.000    |
| 2013 | Nissan Leaf       | seit 2010   | NMC         | 24 kWh        | 38.000    |
| 2014 | Nissan Leaf       | seit 2010   | NMC         | 24 kWh        | 60.000    |
| 2015 | Tesla Model S     | seit 2012   | NCA         | 60–100 kWh    | 50.000    |
| 2016 | Tesla Model S     | seit 2012   | NCA         | 60–100 kWh    | 51.000    |
| 2017 | BAIC EC-Series    | seit 2016   |             | 20,3–22 kWh   | 78.000    |
| 2018 | Tesla Model 3     | seit 2017   | NCA/NMC/LFP | 52–82 kWh     | 146.000   |
| 2019 | Tesla Model 3     | seit 2017   | NCA/NMC/LFP | 52–82 kWh     | 300.000   |
| 2020 | Tesla Model 3     | seit 2017   | NCA/NMC/LFP | 52–82 kWh     | 365.000   |
| 2021 | Tesla Model 3     | seit 2017   | NCA/NMC/LFP | 52–82 kWh     | 501.000   |
| 2022 | Tesla Model Y     | seit 2020   | NCA/NMC/LFP | 52–82 kWh     | 771.000   |
| 2023 | Tesla Model Y     | seit 2020   | NCA/NMC/LFP | 52–82 kWh     | 1.212.000 |
| 2024 | Tesla Model Y     | seit 2020   | NCA/NMC/LFP | 52–82 kWh     | 1.170.000 |